# Miguel Herrero García
Miguel Herrero García (Ronda, 25 de diciembre de 1895-Madrid, 15 de noviembre de 1961) fue un periodista, profesor y crítico español. 

## Biografía
Cursó en Sevilla el bachillerato, la licenciatura en Filosofía y Letras en la Universidad de Granada y el doctorado en la Universidad Central de Madrid. En 1917 ganó una cátedra de Latín de Segunda Enseñanza. Desde ese año también trabajó en el Centro de Estudios Históricos y, algo más adelante, fue pensionado por la Junta para Ampliación de Estudios (1919-1921). Impartió clases en Cartagena, Cuenca y Madrid. En la capital de España formó parte del claustro del Instituto Escuela y, tras la Guerra Civil, del Instituto Lope de Vega.
Fue padre del jurista Miguel Herrero y Rodríguez de Miñón.

### Pensamiento
Entre sus libros destacan Estimaciones literarias del siglo XVII (1930) e Ideas de los españoles del siglo XVII (1928). En Oficios populares en la sociedad de Lope de Vega (Madrid: Castalia, 1977) reunió toda una serie de conceptos y pasajes de textos dramáticos de Lope sobre temas tan diversos como el honor, la mujer, el amor y los celos, la vida cotidiana, etc., quizá desde una perspectiva profundamente tradicionalista; la misma que en 1937 le llevaría a elaborar una teoría según la cual la novela picaresca era un "producto seudoascético" ("Interpretación de la novela picaresca", RFE, XXIV, 1937).
Colaborador habitual de Acción Española, fue redactor jefe de la revista.. También desempeñó un papel organizativo en la Revista de Estudios Hispánicos, organizada, al igual que la primera, durante la Segunda República. 
Fue miembro de la Asociación Católica de Propagandistas.

## Obras
- La escuela de trabajo: principios generales de pedagogía y método especial de la enseñanza de la lengua materna en escuelas e institutos. Madrid: Librería de los Sucesores de Hernando, 1922
- Ideas de los españoles del siglo XVII. Madrid: Voluntad, 1926; reimpreso en Madrid, Editorial Gredos, Biblioteca Románica Hispánica, 1966.
- El Madrid de Calderón: Textos y comentarios. Madrid, 1926.
- Estimaciones literarias del siglo XVII. Madrid: Voluntad, 1930.
- La vida española del siglo XVII: I Las bebidas. Madrid: Gráfica universal, 1933.
- La Semana Santa de Madrid en el siglo XVII. Madrid: Gráfica universal, 1935.
- Trilogía de Navidad. Madrid: Ediciones Españolas, 1939.
- Sermonario clásico. Ensayo sobre la oratoria sagrada en los siglos XVI y XVII. Madrid: Escelicer, 1942.
- San Juan de la Cruz: ensayo literario y El cántico espiritual. 1942
- El Cántico Espiritual. Madrid: Escelicer [1942?]
- Contribución de la literatura a la historia del arte. Anejo XXVII a Revista de Filología Española. Madrid: Instituto Antonio de Nebrija, 1943.
- Vida de Cervantes. Madrid: Editora Nacional, 1948.
- El olivo a través de las letras españolas: ensayo antológico. 1950.
- Estudios de indumentaria española de la época de los Austrias. Madrid: Consejo Superior de Investigaciones Científicas, Instituto Jerónimo Zurita, 1953.
- Escritores místicos españoles: Fray Luis de Granada, Santa Teresa.... 1962.
- Madrid en el teatro. Madrid: CSIC, 1963.

### Publicaciones póstumas
- Oficios populares en la sociedad de Lope de Vega. Madrid (España): Castalia, 1977. ISBN 974-84-70392-54-2
- Los tejidos en la España de los Austrias. Fragmentos de un diccionario. Madrid (España): Centro de Estudios Europa Hispánica, 2014. ISBN 978-84-15245-41-4